# Nebenrecht
Nebenrechte ist ein Rechtsbegriff aus dem Zivilrecht, mit dem alle zu einer Forderung gehörenden Sicherungsrechte erfasst werden. Im Urheberrecht werden diejenigen Rechte als Nebenrechte bezeichnet, die dem Urheber neben dem Recht auf die einfache Vervielfältigung und Verbreitung seines Werks zustehen.

## Allgemeines
Das Wort Nebenrechte weist darauf hin, dass sie zu einem Hauptrecht gehören. Nebenrechte besitzen im Vergleich zum Hauptrecht keine rechtliche Selbständigkeit. Sie sind deshalb nicht selbständig übertragbar, soweit sie akzessorisch oder als bloße Hilfsrechte rechtlich unselbständig sind. Deshalb teilen sie ihr rechtliches Schicksal mit dem des Hauptrechts. Erlischt das Hauptrecht, erlöschen auch die Nebenrechte, wird das Hauptrecht übertragen, gehen die Nebenrechte mit dem Hauptrecht auf den Empfänger über.

## Zivilrecht

### Allgemeines
Bei der Abtretung von Forderungen ist zu fragen, was mit den zur Forderung gehörenden Neben- und Hilfsrechten geschieht. Nach § 398 BGB soll der neue Gläubiger (Zessionar) nach dem Willen des Gesetzes die volle Gläubigerstellung des bisherigen Gläubigers (Zedent) erhalten. Beim Zedenten soll nach der Abtretung nichts mehr verbleiben. 

### Umfang
Deshalb gehen gemäß §§ 412, § 401 BGB mit der Forderung auch die in § 401 BGB genannten akzessorischen Nebenrechte automatisch auf den Zessionar über. Hierzu zählen Hypotheken, Pfandrechte (Verpfändung, Vermieterpfandrecht, Verpächterpfandrecht, Gastwirtpfandrecht) und Bürgschaften. Ferner erhält der Zessionar auch sämtliche Hilfsrechte, die zur Durchsetzung der Forderung notwendig sind. Hierzu gehören insbesondere der Auskunftsanspruch und Rechnungslegung, Erteilung von Kontoauszügen oder das Recht zur Fristsetzung. Vorzugsrechte in der Insolvenz können nach § 401 Abs. 2 BGB auch durch den neuen Gläubiger geltend gemacht werden. Auch selbständige Gestaltungsrechte (Rücktritt, Anfechtung, Mängelgewährleistung und Kündigung) gehen mit der Forderung über.
Nicht zu den Nebenrechten gehören die nicht-akzessorischen selbständigen Sicherungsrechte wie Eigentumsvorbehalt, Sicherungsabtretung, Grundschuld, Sicherungsgrundschuld, Sicherungsübereignung, Sicherungsübereignung von Kraftfahrzeugen und Garantie. Sie müssen gesondert an den Zessionar der Forderung abgetreten werden, auch wenn der Zedent nach dem Rechtsgedanken des § 401 BGB im Zweifel schuldrechtlich zur Übertragung nicht akzessorischer Nebenrechte verpflichtet ist.

## Urheberrecht
Im Verlagswesen zählen zu den buchnahen Nebenrechten unter anderem Lizenzen für Taschenbuchausgaben, Übersetzungen, Buchclubausgaben, Schulausgaben, Sondereditionen, Ausgaben auf elektronischen Medien und für den Vorabdruck. Zu den buchfernen Nebenrechten zählen die Rechte zur Dramatisierung, Vertonung, Vortrag und Verfilmung. Zu den Nebenrechten zählen auch die Merchandising-Rechte.
Im Bereich des Films beschreibt der Begriff die Rechte an den mit einem Filmwerk verbundene Produkten, die indirekt mit der Filmauswertung stehen, wie zum Beispiel Filmsoundtrack, Merchandising-Artikel und so weiter. Zu den Nebenrechten zählen auch Rechte an einer Neuverfilmung, Fortsetzung oder einem Prequel oder an anderen Verwendungen eines Filmstücks oder -themas.